# Aphantopus arvensis
Aphantopus arvensis är en fjärilsart som beskrevs av Charles Oberthür 1876. Aphantopus arvensis ingår i släktet Aphantopus och familjen praktfjärilar. Inga underarter finns listade i Catalogue of Life.